# 特鲁罗 (艾奥瓦州)
特魯羅（英語：Truro）是一個位於美國愛荷華州麥迪遜縣的城市。

## 地理
特魯羅的座標為41°12′30″N 93°50′44″W / 41.20833°N 93.84556°W，而該地的平均海拔高度為330米（即1083英尺）。

## 人口
根據2010年美國人口普查的數據，特魯羅的面積為2.51平方千米，當中陸地面積為2.51平方千米，而水域面積為0.00平方千米。當地共有人口485人，而人口密度為每平方千米193人。